# Amblyodipsas rodhaini
Amblyodipsas rodhaini (пурпурово-блискуча змія Родена) — вид отруйних змій родини земляних гадюк (Atractaspididae). Ендемік Демократичної Респуболіким Конго. Вид названий на честь бельгійського лікаря і зоолога Жерома Родена (1876–1956)

## Поширення і екологія
Amblyodipsas rodhaini мешкають на півдні ДР Конго, зокрема в Національному парку Упемба. Вони живуть в саванах.